# Scolecithrix danae
Scolecithrix danae är en kräftdjursart som först beskrevs av Lubbock 1856.  Scolecithrix danae ingår i släktet Scolecithrix och familjen Scolecitrichidae. Inga underarter finns listade i Catalogue of Life.